# Los Fayos
Los Fayos è un comune spagnolo di 174 abitanti situato nella comunità autonoma dell'Aragona.